# It’s Only Love (Bryan-Adams-Lied)
It’s Only Love ist ein Lied von Bryan Adams mit Tina Turner aus dem Jahr 1984, das von Adams mit Jim Vallance geschrieben und von Bob Clearmountain mit Bryan Adams produziert wurde. Es erschien im November 1984 auf Adams’ Album Reckless sowie Oktober 1985 als Single.

## Hintergrund
Der Song wurde von Adams mit Jim Vallance geschrieben und von Bob Clearmountain mit Bryan Adams produziert. Adams sang gemeinsam mit Turner und spielte die Rhythmusgitarre. Keith Scott spielte die Leadgitarre, Tommy Mandel die Keyboards, Dave Taylor den Bass und Mickey Curry das Schlagzeug. Es handelt sich um einen Rocksong mit Einflüssen aus dem Hard Rock. Im Song singt Adams die erste Strophe, Turner die zweite. Die Protagonisten versichern sich gegenseitig ihrer Zuneigung und ermuntern die Zuhörer dazu, es sei „nur Liebe“, die zähle und an die man sich erinnern solle.

## Veröffentlichung und Rezeption
Der Titel erschien auf dem Album sowie als Single, die je nach Ausgabe verschiedene Versionen beinhaltete. Auf der B-Seite war oft ein weiterer Adams-Titel wie The Best Was Yet to Come oder Cuts Like a Knife sowie die 3:42 Minuten lange Liveversion des Songs. Der Song wurde für den Grammy Award for Best Rock Performance by a Duo or Group with Vocal nominiert.
| ChartsChartplatzierungen       | Höchstplatzierung | Wochen/ Monate |
| ------------------------------ | ----------------- | -------------- |
| Deutschland (GfK)              | 44 (8 Wo.)        | 8 Wo.          |
| Kanada (MC)                    | 14 (15 Wo.)       | 15 Wo.         |
| Österreich (Ö3)                | 30 (½ Mt.)        | ½ Mt.          |
| Schweiz (IFPI)                 | 16 (8 Wo.)        | 8 Wo.          |
| Vereinigte Staaten (Billboard) | 15 (14 Wo.)       | 14 Wo.         |
| Vereinigtes Königreich (OCC)   | 29 (8 Wo.)        | 8 Wo.          |

## Musikvideo
Das dazugehörige Musikvideo entstand während Turners Private-Dancer-Tour und war das erste jemals, in dem eine Skycam verwendet wurde. Bei YouTube wurde es über 20 Millionen Mal abgerufen (Stand: Juni 2023). Das Video gewann einen MTV Video Music Award in der Kategorie „Best Stage Performance“.